# Jan Mauritius van Kempen
Jan Mauritius van Kempen (Amsterdam, gedoopt 12 oktober 1759 – 's-Gravenhage, verdrinking aangegeven 10 september 1819) was een Nederlandse notaris, schout en baljuw.

## Leven en werk
Van Kempen werd op 12 oktober 1759 in de Oude Kerk van Amsterdam gedoopt als zoon van Thomas Jansz. van Kempen en Susanna Geertruijd Haije. Van Kempen was schout en secretaris van Moerkapelle en de Wildeveenen. Hij was vanaf 1787 als notaris werkzaam in Noord-Waddinxveen. In 1790 werd hij benoemd tot baljuw, schout en secretaris van Noord-Waddinxveen. Deze functie vervulde hij tot 1811. Hij trouwde op 15 juli 1794 te Gouda met Andriëtta Lever. Daarna vestigde hij zich in Gouda, waar hij achtereenvolgens op de Westhaven, op de Oosthaven en op de Gouwe woonachtig was. Van Kempen richtte in 1802, samen met enkele ander Goudse notabelen, de katoendrukkerij "Van Kempen & Co" op. Het bedrijf was gevestigd aan de Gouwe. Hij was korte tijd directeur, maar al in 1803 werd het bedrijf omgezet in "Van Bergen & Co" en werd hij als directeur opgevolgd door Adrianus van Bergen, de latere burgemeester van Gouda. In 1803 werd Van Kempen benoemd in het stedelijk bestuur van Gouda. Hij vervulde diverse bestuurlijke functies in deze stad, zoals librijemeester en weeshuisregent. In 1808 volgde zijn benoeming tot schepen. Daarvoor was hij in 1805 tevens benoemd tot schout van het nabij Reeuwijk gelegen Middelburg. Deze functie vervulde hij tot 1811. Van 1813 tot 1818 was hij notaris te Gouda. Hij fungeerde in de jaren 1814 en 1815 als plaatsvervangend vrederechter in Gouda. In 1815 werd hij na de ontbinding van het provisioneel bestuur van Gouda benoemd tot lid van de nieuwe vroedschap. Na zijn verhuizing – omstreeks – 1818 naar Den Haag werd op 5 september 1819 zijn vermissing gemeld. Hij werd op 6 september 1819 verdronken in Den Haag gevonden.